# 入善町立飯野小学校
入善町立飯野小学校（にゅうぜんちょうりつ いいのしょうがっこう）は富山県下新川郡入善町にある公立小学校。

## 沿革
個別に出典が提示されていない箇所の出典→
- 1873年6月12日(上記出典では7月） - 善称寺の堂を借りて第六大区新川県第九中学区第四十番小学校が、芦崎村井田安右衛門宅に第六大区新川県第九中学区四十一番小学校がそれぞれ創立[2]。
- 1875年1月 - 四十番小学校を寛明小学校、四十一番小学校を宏達小学校と改称。
- 1877年7月 - 宏達小学校を佐原善兵衛方に移転[3]。
- 1879年1月 - 上飯野村に藍青小学校創立。通学区は上飯野、板屋、臼木、笹原[3]。
- 1880年1月 - 青藍小学校設立。
- 1887年
  - 4月 - 宏達小学校を廃止し、尋常科を青藍小学校、簡易科を芦崎小学校に指定し、主校を自卑小学校（現・入善町立入善小学校）とする[4]。
  - 11月 - 芦崎に新校舎落成[4]。
- 1890年4月 - 青藍、啓明の両校舎を合併し、飯野簡易小学校となる（通学区は飯野村一円）[5]。
- 1892年10月 - 同年9月の小学校令改正に伴い、飯野簡易小学校が飯野尋常小学校と改称[6]。
- 1893年4月24日（上記出典では5月） - 現地に新校舎（5間に10間の2階建て）が落成[6]。
- 1894年5月 - 高等科を設置し、飯野尋常高等小学校と改称[6]。
- 1895年10月 - 4間8間の2階建て校舎を増築[6]。
- 1907年11月 - 校舎増築（5間×18間外に4間×6間2階建て）[7]。
- 1922年9月 - 校舎新築（5間×23間の2階建て）[8]。
- 1929年11月 - 鉄筋屋内体操場落成[8]。
- 1937年12月25日 - 校舎増築[9]。
- 1941年
  - 4月 - 飯野国民学校と改称[9]。
  - 同年中 - 屋外運動場新設（2,600坪）[9]。
- 1947年4月 - 飯野小学校と改称。
- 1953年
  - 10月 - 入善町の大規模合併に伴い、入善町立飯野小学校に改称。
  - 11月 - 給食調理室新設[10]。
- 1955年2月 - 校舎新築。
- 1957年11月 - 校旗樹立。
- 1963年11月 - 校歌制定。
- 1984年9月 - 旧校舎裏にて現校舎の建設工事に着手[11]。
- 1985年
  - 10月20日 - 旧校舎のお別れ会[11]。
  - 10月23日 - 鉄筋コンクリート3階建て新校舎（延べ5,553m2）への入校式[11]。
- 1986年
  - 5月 - グラウンド完成。
  - 12月 - 新体育館完成し、新校舎落成記念式を挙行。
- 1989年11月 - フィールドアスレチック等施設新設。
- 1996年7月 - パソコン室設置。
- 2004年8月 - ビオトープ拡張工事。
- 2010年8月 - 太陽光発電パネル設置。
- 2017年〜2019年 -大規模改修工事実施
- 2023年10月 - 創立150周年記念式

## 周辺
- 富山県道116号小摺戸芦崎線
- 国道8号
- あいの風とやま鉄道線 西入善駅（本校より約500ｍ）